# František Krejčík
František Krejčík (4. února 1866 Chlumec nad Cidlinou – 19. srpna 1911 Smíchov) byl český hudební skladatel, dirigent a vojenský kapelník.

## Život
František Krejčí se narodil 4. února 1866 v Chlumci nad Cidlinou. Již v útlém věku dokázal hrát na několik hudebních nástrojů, jako například na klavír, housle, violoncello, klarinet, flétnu, fagot a další dechové nástroje. Na hudební nástroje se učil jako samouk. Po absolvování střední školy se dobrovolně stal hudebníkem ve vojenské kapli v Innsbrucku, kde hrál na několik nástrojů. Po vojenské službě pracoval nejprve jako notář v Chlumci nad Cidlinou. Mezi lety 1889 až 1890 byl zaměstnán v kanceláři společnosti V. F. Červený v Hradci Králové. Poté pracoval až do roku 1907 pro rod Kinských. Následně dostal místo na dvoře knížete Adolfa Josefa ze Schwarzenbergu na zámku ve Mšeci. Od roku 1910 začal pracovat v kanceláři v Praze.
V Chlumci nad Cidlinou založil dechovou kapelu, kterou sám řídil. Dirigoval také orchestry v Bohdanči, Pardubicích a Mšeci. Složil mnoho děl, která jsou vytvořena především pro koncertní orchestr. Často také skládal komorní hudbu.
V roce 1890 se oženil s Annou Riegerovou a spolu měli 6 dětí. Nejstarší syn Alois zemřel v sedmi letech, ostatní děti, dva synové a tři dcery, se dožili dospělého věku.
Zemřel roku 1911 na Smíchově a byl pohřben na hřbitově Malvazinky.

## Díla

### Skladby pro koncertní orchestr
- A já sám
- Ach jak mám tebe rád
- Hanička
- Holuběnka
- Hoj ty lide dělný
- Jak mám tě rád
- Kočička
- Kolovrátek
- Mařenka
- Mé Čechii
- Milování
- Ó děvče
- Ó líbej mne
- Oklamaná
- Pochod veselých hochů chlumeckých
- Šáteček
- Šila košiličku
- Sitta
- U nás jsou hezká děvčátka
- Vítězům třebenickým

### Komorní hudba
- Novoroční přání